# Milena Dvorská
Milena Dvorská (7. září 1938 Prostějov – 22. prosince 2009 Praha) byla česká herečka.

## Profesní život
Původně studovala zdravotnickou školu. Pro herectví ji jako 15letou náhodně objevil Jan Werich, když si k němu přišla pro autogram v šatně divadla v Prostějově. Tři měsíce pak pobývala u Werichů na Kampě v podkrovním pokojíku během natáčení pohádky Byl jednou jeden král, která ji v celé zemi proslavila jako ušlechtilou princeznu Marušku. Poté měla možnost točit s Bořivojem Zemanem film Anděl na horách, kde se seznámila s Vlastou Fabianovou, která hrála její maminku. Fabianová jí pak také pomohla připravit se na zkoušky z herectví.
V roce 1960 vystudovala DAMU, začala hrát v tehdejším divadle D 34 v Praze (pozdějším Divadle E. F. Buriana). S výjimkou let 1970–1972, kdy byla členkou Divadla za branou, působila v tomto angažmá až do jeho zániku v roce 1991. Z rolí na této scéně stojí za zmínku Sofie v Platonovi, Arkadina v Rackovi, Polly v Žebrácké opeře, titulní role v Anně Christie nebo Emilka ze hry Jak okrást zloděje. Ve druhé polovině 90. let hostovala na scéně obnoveného Divadla na Fidlovačce v Praze-Nuslích. V roce 2004 a 2005 nastudovala dvě role v zájezdových inscenacích Divadelní společnosti Háta (Klíče na neděli, Když ty, tak já taky, miláčku!).
Souběžně pokračovala úspěšně i její filmová kariéra. Na plátně se v 60. letech přehrála do postav mladých žen a později přes kostýmní role do rolí starostlivých maminek. Velkou roli dostala např. v posledním filmu Martina Friče Nejlepší ženská mého života, po boku Jiřího Sováka. V komediální poloze se objevila v populárních snímcích Marečku, podejte mi pero a Vesničko má středisková. Často hrála i v televizi.

## Osobní život
Pocházela z Prostějova, její otec pracoval jako úředník a matka v oděvních závodech. Měla staršího bratra a mladší sestru.
Během studia na DAMU se seznámila se zahraničním studentem režie Orfeiem Cokovem, se kterým měla dceru Lucii. Cokov se však hned po škole vrátil domů do Bulharska. Ona sama tehdy pracovala na plný úvazek v Divadle E. F. Buriana, takže dceru poslala ke svým rodičům na vychování, kde Lucie zůstala až do svých šesti let. Později byla více než 40 let vdaná za herce Josefa Krause, se kterým měla syna Jakuba, který se stal kameramanem.
Dcera Lucie se provdala za Jana Dvorského, se kterým odešla a od zbytku rodiny se odstřihla. Dvorský založil sektu, prohlásil se za Spasitele světa a začal si říkat Parsifal. Lucie s ním má osm dětí, naposledy žila rodina v belgickém Ostende. Nejstarší dcera Julie vyhledala svoji babičku Milenu Dvorskou v Praze krátce před její smrtí ve vile v Podolí.

## Filmografie

### Film
- 1954 Byl jednou jeden král… – Maruška
- 1955 Anděl na horách – Věra Matoušková
- 1958 Zatoulané dělo – Olina
- 1958 Noční návštěva – Slávka
- 1962 Zámek pro Barborku – Vlasta
- 1962 Prosím, nebudit – Věra
- 1963 Začít znova – Alena
- 1966 Poslední růže od Casanovy – Valerie
- 1966 Jeden deň pre starú paniu – Heda
- 1968 Pražské noci – 1. díl Fabricius a Zuzana – Zuzana
- 1968 Ohlédnutí – Františkova žena
- 1968 Nejlepší ženská mého života – Kaplanová
- 1972 Vražda v hotelu Excelsior – Dana Matoušová
- 1972 Tatínek na neděli – Olga
- 1972 Tajemství velikého vypravěče – Ida Ferrierová
- 1972 Tie malé výlety – Landová
- 1972 Kapitán Korda – Kordová
- 1972 Elixíry ďábla – Euphemie
- 1973 Tři nevinní – pokladní
- 1973 Tajemství zlatého Buddhy – von Waldberg
- 1973 Láska – Eva
- 1973 Adam a Otka – teta
- 1975 Anna, sestra Jany – matka
- 1976 Smrt mouchy – Kodetová
- 1976 Odysseus a hvězdy – matka v roce 2000
- 1976 Marečku, podejte mi pero! – Outratová
- 1976 Malá mořská víla – čarodějnice
- 1976 Běž, ať ti neuteče
- 1977 Jak se budí princezny – královna Eliška
- 1979 Neohlížej se, jde za námi kůň – maminka
- 1980 Něco je ve vzduchu – Bartoníčková
- 1980 Citová výchova jednej Dáše – Oľga Kohútová
- 1982 Schůzka se stíny – matka
- 1982 Predčasné leto – dr. Takáčová
- 1983 Pod nohama nebe – Lošťáková
- 1983 Levé křídlo – Štěpánková
- 1983 Jára Cimrman ležící, spící – arcivévodkyně
- 1983 Evo, vdej se! – ředitelka
- 1985 Vesničko má středisková – Pávková
- 1985 Noc smaragdového měsíce – Jarmila
- 1987 MÁG – Durasová
- 1990 Šípová Ruženka – Mária
- 1990 Let asfaltového holuba – Poláková
- 1991 Corpus Delicti – Milena
- 1996 Kamenný most – matka
- 1996 Holčičky na život a na smrt – matka
- 1999 Z pekla štěstí – Honzova matka
- 2001 Z pekla štěstí 2 – Honzova matka
- 2005 Panic je nanic – prodavačka
- 2009 Ať žijí rytíři! – kuchařka Anna

### Televize
- 1961 Dlouhý podzimní den
- 1964 Tři chlapi po roce
- 1965 Poslední opona
- 1966 Ministerstvo strachu
- 1967 Sedmero krkavců – zlá princezna
- 1967 Osudná smyčka (detektivka) - role: Ing. Budínová
- 1968 Rekviem za kouzelnou flétnu – role: holka
- 1968 …a sekať dobrotu! – role: vyšetřovaná
- 1969 Kaviár jen pro přátele – role: Valérie (Valina zvaná dívka)
- 1969 Rozhovory (TV film) - role: milenka
- 1970 Kouzelný dům
- 1970 Alexander Dumas starší (TV seriál) – role: Juliette Druottová
- 1972 Pan Tau (TV seriál) – maminka
- 1972 Kruh světla
- 1972 Zajatec šílenství
- 1974 Třicet případů majora Zemana (TV seriál) – role: Věra Hanousková (15./30 díl: Kvadratura ženy)
- 1974 Klasické příznaky (TV komedie) - role: Lidka
- 1974 Libuše (TV opera) – role: Libuše
- 1974 Lesní ženka
- 1975 Nebezpečí smyku (TV seriál) – role: maminka
- 1975 Des Christoffel von Grimmelshausen abenteuerlicher Simplicissimus (TV seriál)
- 1977 Die Magermilchbande (TV seriál)
- 1977 Klukovina
- 1978 Přitažlivost země
- 1978 Paví král
- 1978 Hrozba – Daniela
- 1979 Zkoušky z dospělosti (TV seriál) – paní Fabiánová
- 1979 Poslední koncert – paní Bayerová
- 1981 Sluníčko na houpačce
- 1981 A na konci je začátek – Věra Rybová
- 1982 Plášť Marie Terezie
- 1982 O bílém jadýrku – role: Zámecká paní
- 1982 Myslím, že vím
- 1982 Cukor
- 1983 O spící princezně, šípkových růžích a uražené víle
- 1984 Koloběžka první – role: rybářka
- 1984 Bergman a Bergman
- 1984 Až já budu královna – role: královna
- 1984 Dotek ruky (TV inscenace) - role: maminka Jana
- 1985 Záviš a Kunhuta – hlavní role: Kunhuta
- 1986 Zikmund, řečený šelma ryšavá
- 1986 Případ žárlivého muže
- 1986 O Popelákovi – role: macecha
- 1987 Zatmění všech sluncí – Vlasta
- 1987 Petr a Jan – matka
- 1987 O princezně na klíček
- 1987 O nejchytřejší princezně – královna
- 1987 Der Ochsenkrieg – Válka volů (TV seriál)
- 1988 Rodáci (TV seriál) – Mlejnková
- 1988 Malé dějiny jedné rodiny (TV seriál) – matka
- 1988 Kouzelnice od křídového potoka
- 1988 Kdo ví, kdy začne svítat…? – Vlasta
- 1988 Chlapci a chlapi (TV seriál) – Marie Vosecká, matka Hanky
- 1991 Pohádka o touze
- 1991 Husarská čest
- 1993 Milá slečno
- 1994 To hezké růžové – matka Adama
- 1995 Posel – matka
- 1996 Detektiv Martin Tomsa (TV seriál – díl Veronika)
- 1997 Princezna za tři koruny
- 1998 Zlatý copánek
- 1998 Poslední vlak (povídka z cyklu Bakaláři)
- 2000 Znásilnění
- 2000 Den dobrých skutků
- 2001 O ztracené lásce (TV seriál) – sudička Dobrodějka
- 2001 Muž, který vycházel z hrobu – Šašková
- 2001 Den, kdy nevyšlo slunce
- 2002 Počkej, až zhasnu
- 2005 Stříbrná vůně mrazu
- 2006 Ulice (TV seriál) – Marta Jordánová
- 2006 Nadměrné maličkosti – Učitelky s praxí
- 2006 Letiště (TV seriál) – Matka bratrů Šindlerových
- 2007 Maharal – Tajemství talismanu – role: tajemná žena

### Dabing
- 1964 Vinnetou – Rudý gentleman – Ribanna
- 1969 Znamení raka – sestra Jiřina
- 1969 Tělo Diany – Genevieva
- 1983 Zázraky se dějí – Julianina matka
- 1983 Svobodárna – Věra Nikolajevna Goluběva
- 1985 Jen aby to byla holčička – Elena
- 1986 Návrat do ráje II (TV seriál) – Olive Down
- 1989 Kdopak to mluví – Rosie
- 1990 Kdopak to mluví 2 – Rosie
- 1993 Doktorka Quinnová (TV seriál) – Dorothy Jenningsová
- 1996 Pinocchiova dobrodružství – Leona
- 1996 101 dalmatinů – Nanny
- 2000 Legenda o Mulan – Fa Li
- 2000 Zamilovaná (TV seriál) – Caridad López
- Čarodějky školou povinné - slečna Krákavá